# Cole McDonald
Col McDonald (Salt Lake City, 6 marzo 2003) è uno sciatore freestyle statunitense, specialista nelle gobbe.

## Biografia
In Coppa del Mondo ha esordito il 4 gennaio 2021 a Ruka, terminando in quinta posizione. 
Nel 2022 ha partecipato ai Giochi Olimpici invernali del 2022, a Pechino, qualiridandosi per la finale.

## Palmarès

### Coppa del Mondo
- Miglior piazzamento nella Coppa del Mondo generale di gobbe: 8º nel 2022
- Miglior piazzamento nella Coppa del Mondo di gobbe: 15º nel 2022
- Miglior piazzamento nella Coppa del Mondo di gobbe in parallelo: 5º nel 2022
- 1 podio:
  - 1 terzo posto

### Campionati americani
- 1 podio:
  - 1 terzo posto